# Szlovenszki silabikár
Szlovenszki silabikár (Slovenski obrednik) je prekmurska tiskana knjiga, ki jo je napisal Mikloš Küzmič, kančevski župnik in dekan Slovenske okrogline. Szlovenszki silabikár je prvi prekmurski katoliški abecednik. Celoten naslov je: Szlovenszki silabikár, z-steroga sze decza steti more navcsiti, z-nikimi rejcsniczami navküpe pod prespan stampanya dáni.

## Knjiga
Szlovenszki silabikár vsebuje poleg zlogov in zlogovanih besed še molitvice, latinsko besedilo za ministriranje, rimske, arabske številke, katekizem, pregovore, nabožne pesmi in poštevanko.
Knjigo je tiskal József Siess v Šopronu, kakor tudi druge knjige Küzmiča: Kniga molitvena, Krátka summa velikoga katekizmussa, ali Szvéti evangyeliomi.

## Druge izdaje
Szlovenszki silabikár so ponatisnili enajstkrat. Leta 1821 v Radgoni se je pojavila ena nova izdaja, potem leta 1847 tudi v Radgoni. Leta 1851 je Johann Weitzinger, nemški tiskar v Radgoni, pripravil naslednjo izdajo.
Leta 1853 je neznan tiskar ponovno izdal Szlovenszki silabikár. Leta 1857 je Endre Balogh (ali András Balogh), tiskar v Lendavi, izdal 7. izdajo z naslovom: Szlovenszki szilabikár, z-steroga sze decza steti more navesiti, z-nikimi rejcsiczami, i sz-prilo'senim krsztsanszkim návukom navkilpe, pod prespan stampanya znouvics dani. Leta 1861 pa je Weitzinger izdal obrednik v  Radgoni: Szlovenszki szilabikár, z-steroga sze decza steti more navcsiti. Z-nikimi rejcsiczami, i szprilosenim krsztsánszkim návukom navküpe.
Leta 1864 Jožef Borovnjak je priredil silabikár, pa tudi Wetzinger je tiskal knjigo: Szlovenszki szilabikár, z-steroga sze decza steti more navcsiti. Z-nikimi rejcsiczami, s szprilosenim krsztsánskim návukom navküpe. Leta 1870 še ena izdaja se je rodil od Weitzingera in Borovnjaka (Szlovenszki szilabikár, z-steroga sze decza steti more navcsiti. Z-nikimi rejcsziczami, i szprilosenim krsztsánszkim návukom navküpe).
Borovnjak je izdal leta 1891 Molitveno knigo in privezal tudi Szlovenszki silabikár (Kniga molitvena bogábojécsim düsam dána : sztáro-szlovenszka). Ta je bila zadnja izdaja Szlovenszkega silabikárja.